# Girolamo Nerli
Girolamo Pieri Pecci Ballati Nerli (Siena, 1860. február 12. – Nervi, 1926. június 24.) olasz festő, hosszabb ideig élt és alkotott Ausztráliában és Új-Zélandon a 19. század végén. Nagy hatással volt Charles Conder és Frances Hodgkins művészetére, és általában az új-zélandi és az ausztráliai festészet fejlődésére. Robert Louis Stevensonról készített portréját az író egyik legkifejezőbb arcképének tartják.

## Élete és munkássága
Ősi sienai nemesi családban született hat gyermek közül a negyedikként, így ő már nem örökölhette a grófi címet, ahogy időnként szólították, „csak” a „Siena patríciusa” címet viselhette. Anyja angol volt, Thomas Medwin költő lánya.
Girolamo Firenzében folytatott művészeti tanulmányokat Antonio Ciseri és Giovanni Muzzioli irányításával, és tagja lett az impresszionizmussal rokon elveket valló Macchiaioli művészeti csoportosulásnak.
1885-ben Ausztráliába utazott, ahol bekapcsolódott Melbourne, majd Sydney művészeti életébe. Kapcsolatba került Tom Roberts és Arthur Streeton festőkkel, nagy hatást gyakorolt Charles Conderre az akkori ausztráliai Heidelberg School nevbáű festzői csoportosulás keretében. A korban mind témaválasztásában, mind stílusában merésznek számító festményeivel nagy visszhangot váltott ki.
1889-ben New Zealand and South Seas Exhibition nevű nagy nemzetközi kereskedelmi kiállítás alkalmával látogatott először Új-Zélandra, ahol Dunedinben találkozott Alfred Henry O'Keeffe festővel. 1892-ben meglátogatta Szamoa szigetét, ahol találkozott az egy ideje ott élő neves íróval, Robert Louis Stevensonnal. Ekkor festette az íróról ismert portréját , ami ma a Scottish National Portrait Galleryben látható. Írásaiban Stevenson is megemlékezett találkozásukról.
1893-ban Nerli visszatért Dunedinba, ami akkor Új-Zéland virágzó gazdasági központja volt, és saját művészeti iskolát nyitott, bekapcsolódott a város W.M. Hodgkins által fémjelzett lüktető művészeti életébe.   Tanította Frances Hodgkinst, inspirálta Alfred Henry O'Keeffet és viszonyba került Grace Joellal, a fiatal művésznővel. 1893-ban beválasztották az Otago Art Society művészeti társaság vezetőségébe, 1894-ben megalapította az Otago Art Academy művészeti iskolát együtt J.D. Perrett-tel és L.W. Wilsonnal Dunedin híres főterén, az Octagonon. Itt a hallgatók professzionális aktmodelleket festhettek, és az iskolának olyan sikere lett, hogy a kormányzat által fenntartott Dunedin School of Art is alkalmazta Nerlit hasonló oktatói tevékenységre.
1896-ban Nerli hirtelen elhagyta Dunedint, és rövid wellingtoni tartózkodás után Aucklandben nyitott műtermet. Nagy érdeklődést tanúsított a maori témák iránt. 1897 áprilisában képeivel részt vett az Auckland Society of Arts kiállításán. Ezután megszöktette Marie Cecilia Josephine Barront, és Christchurchben 1898 márciusában házasságot kötött vele. Az ifjú pár Ausztráliában telepedett le, majd 1904-ben visszatértek Európába. Nerli azonban itt már nem tudott biztos egzisztenciát teremteni, és küzdelmes élet után 1926-ban a ma Genovához tartozó Nerviben hunyt el.

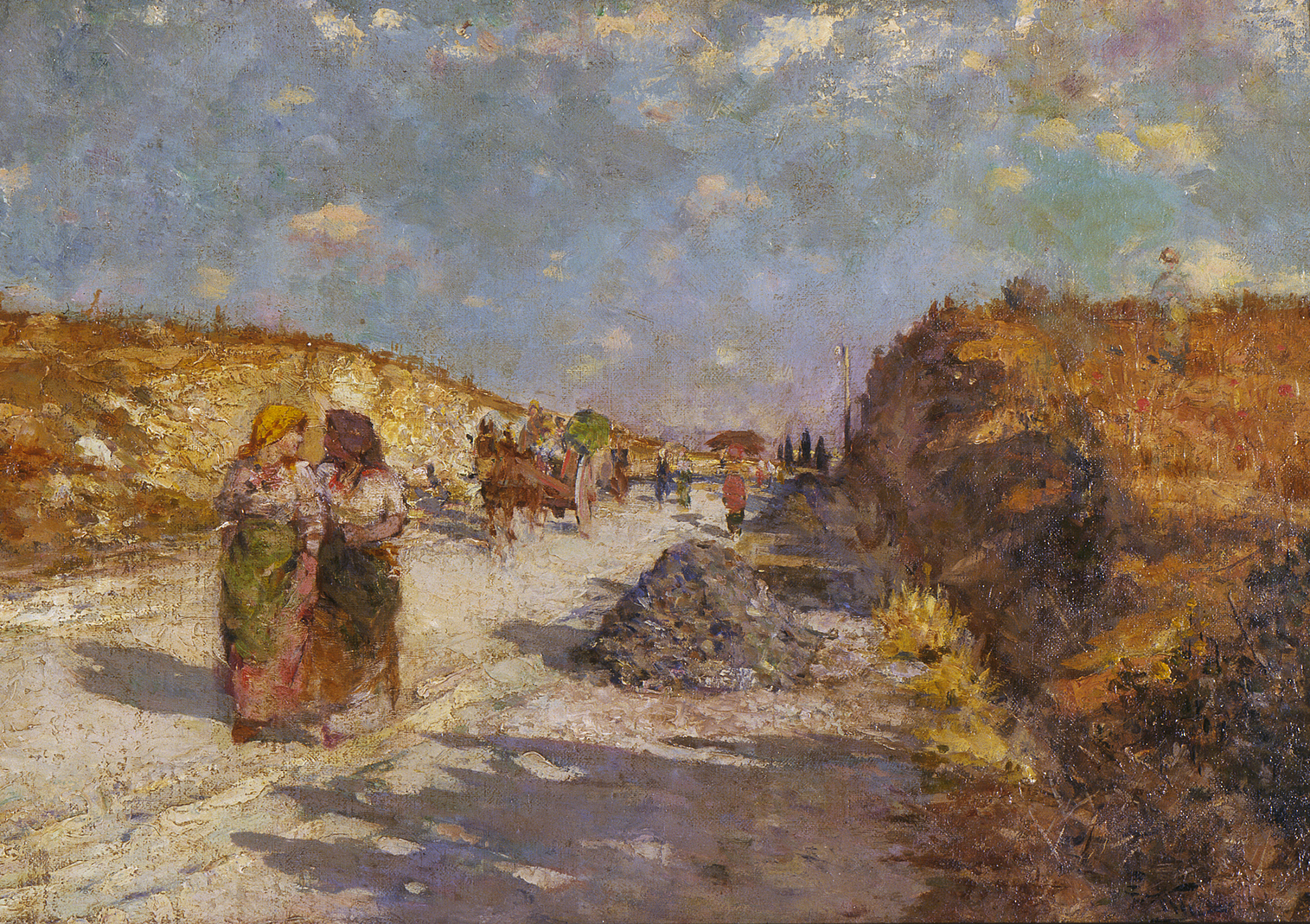
A római piacra tartó árusok
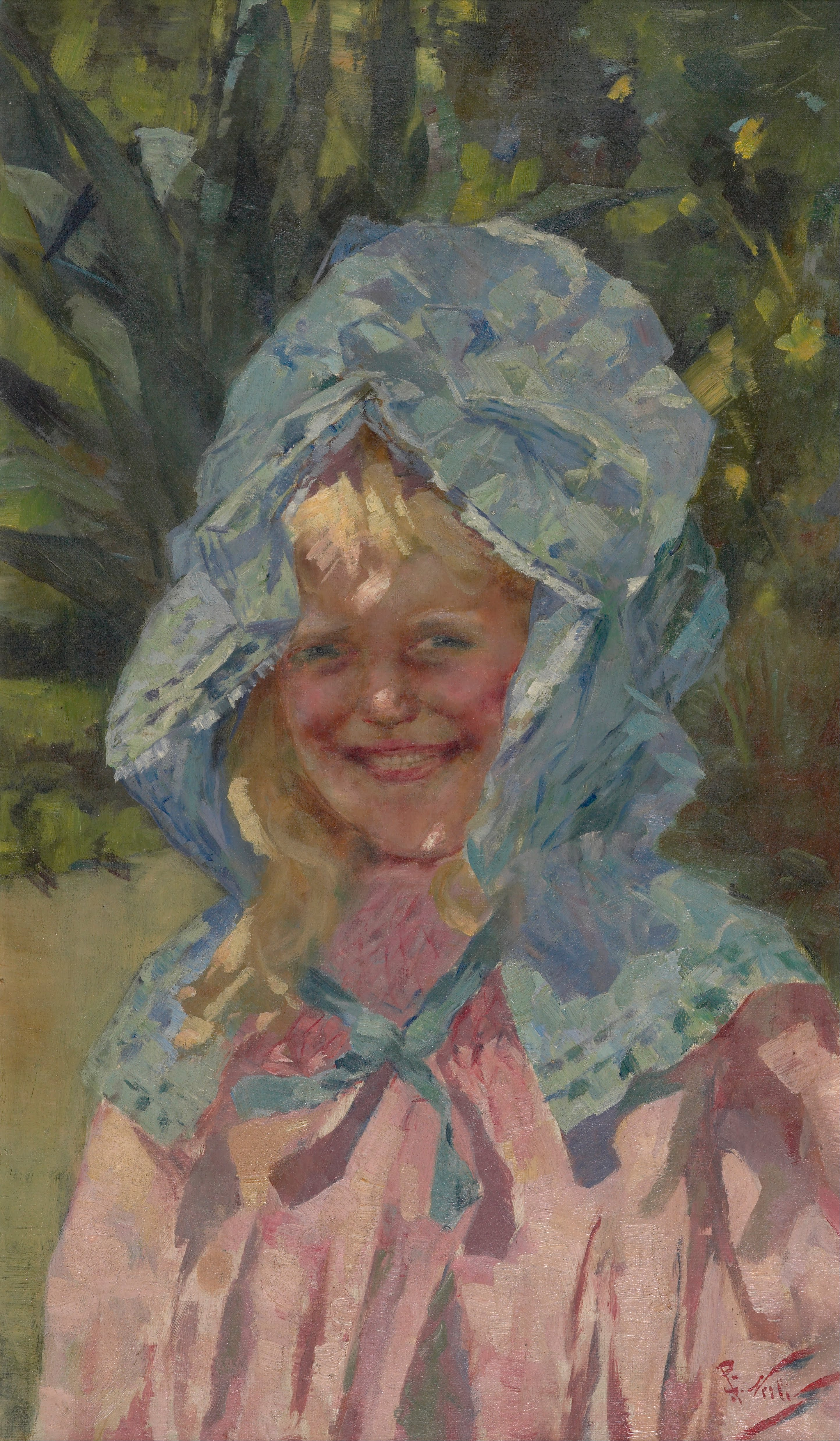
Lány napvédővel
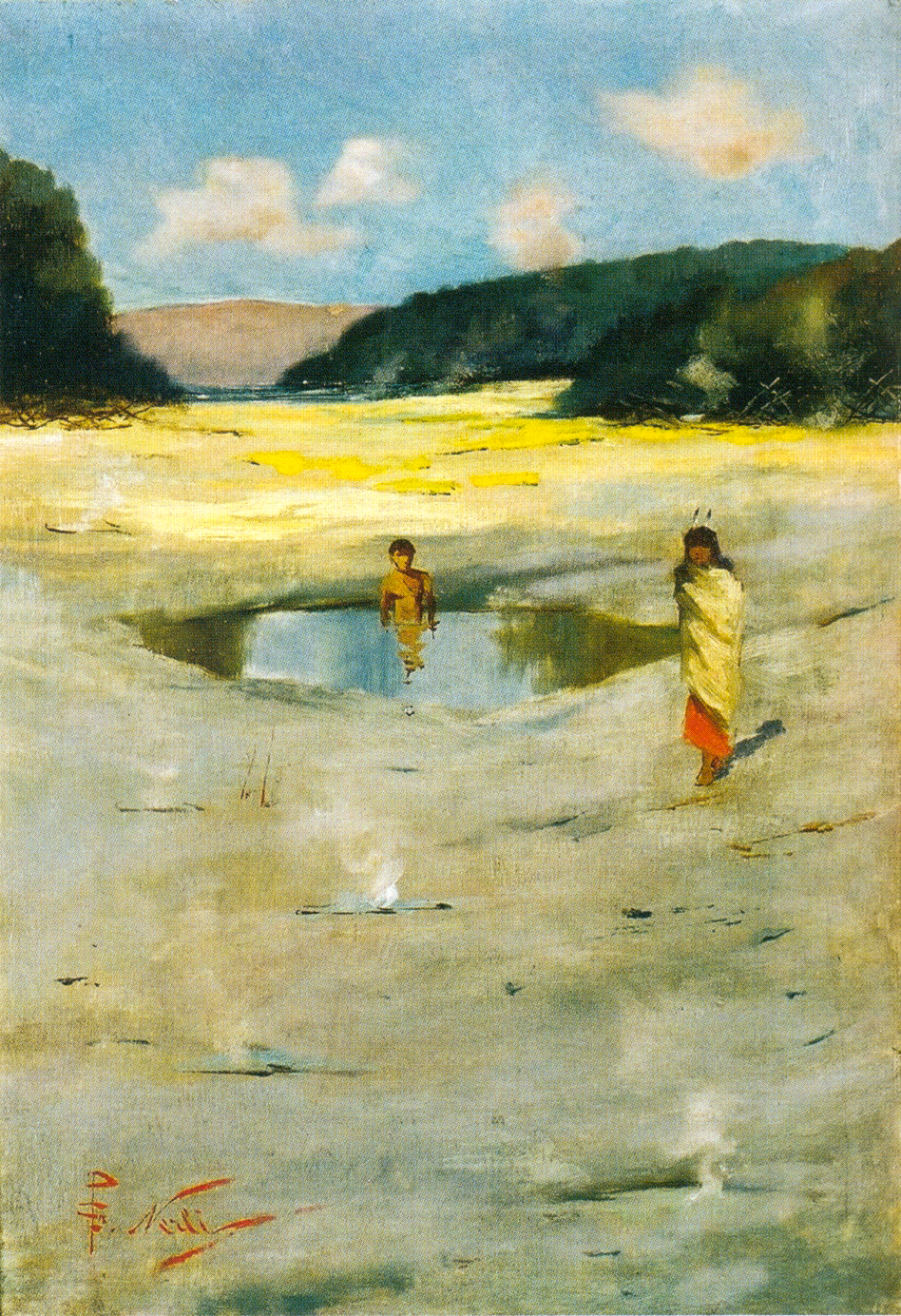
Maori gyerekek egy rotoruai hőforrás vizében
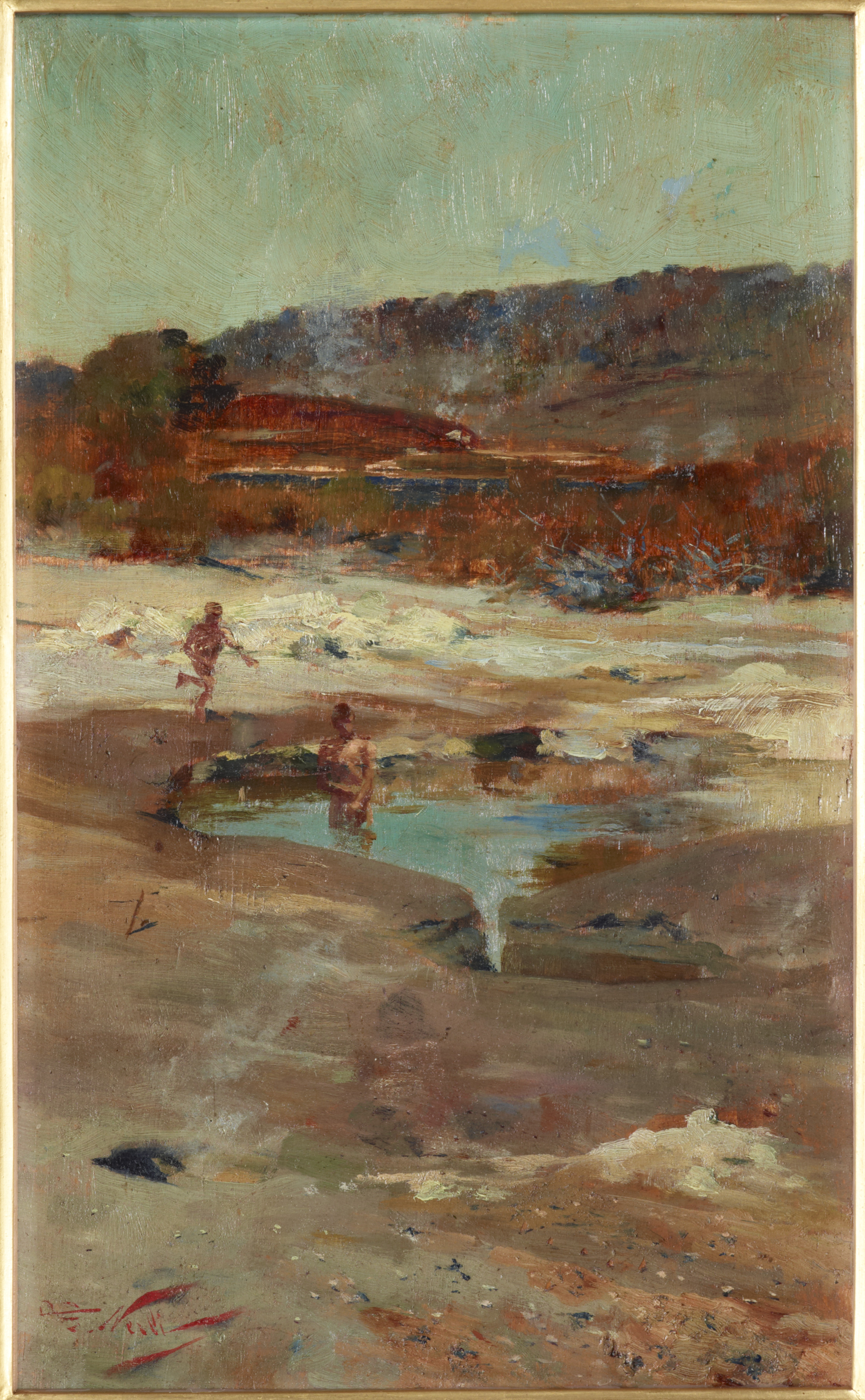
Maori gyerekek Rotorua közelében

## Fordítás
- Ez a szócikk részben vagy egészben a G. P. Nerli című angol Wikipédia-szócikk ezen változatának fordításán alapul.  Az eredeti cikk szerkesztőit annak laptörténete sorolja fel. Ez a jelzés csupán a megfogalmazás eredetét és a szerzői jogokat jelzi, nem szolgál a cikkben szereplő információk forrásmegjelöléseként.